# Pynchas Brener
Pynchas Brener (Tyszowce, Polonia; 1931) es el rabino jefe ashkenazí de la ciudad de Caracas, Venezuela, desde el año 1967 y diplomático polaco-venezolano. El 14 de agosto de 2019 fue nominado por el presidente de la Asamblea Nacional y parcialmente reconocido como presidente de Venezuela, Juan Guaidó, para representar al país en Israel, posición que ejerció hasta comienzos de 2023.

## Biografía
Brener nació en 1931 en Tyszowce, Polonia. A los cuatro años lo llevaron al Perú, donde su padre Abraham Moshe (Moises) Brener fue contratado como rabino. En Lima, a falta de centros educativos judíos, asistió al Colegio Nacional Nuestra Señora de Guadalupe. A los 16 años, para dar continuidad a la tradición religiosa familiar fue a los Estados Unidos donde se ordenó como rabino en la Yeshiva University y obtuvo la maestría en matemáticas de la Universidad de Columbia; además de esto, tiene un PhD honoris causa que le fue otorgado por la Universidad Bar Ilan. Brener es el presidente del «Comité de Relaciones entre Iglesias y Sinagogas en Venezuela» y miembro del Consejo de Directores de la Universidad Bar Ilan en Israel.
El rabino Brener es el autor de muchas obras acerca del judaísmo, publicadas por el Departamento de Educación y Cultura en la Diáspora de la Organización Sionista Mundial. Adicionalmente, ha publicado Tradición y Actualidad, Luto y Consuelo y La fe y la Intuición, así como la obra Las sinagogas se abren al mundo conjuntamente con Marianne Beker y Thea Segal. Brener escribe regularmente en periódicos de Venezuela como El Nacional, El Universal y en el semanario de la comunidad judía venezolana, Nuevo Mundo Israelita.

### Embajador
El 13 de agosto de 2019 fue nominado por el presidente de la Asamblea Nacional y parcialmente reconocido como presidente de Venezuela, Juan Guaidó, para representar al país en Israel después de más de una década de que Venezuela e Israel rompieran relaciones diplomáticas. El 20 de agosto, la Asamblea Nacional designó a Brener como embajador, abriéndose la posibilidad de abrir una embajada venezolana en Jerusalén.

## Obra
- Reflexiones de Rabino (1988)
- El Diálogo Eterno (1990)
- Las Escrituras: Hombres e Ideas (1991)
- Fe y Razón (1991)
- Tradición y Actualidad (1992)
- La fe y la Intuición (1997)
- Las sinagogas se abren al mundo; en conjunto con Marianne Beker y fotografías de Thea Segall (1999)
- Luto y Consuelo (2014)